# صوفیان (شبستر)

قسمتی از نقشهٔ ایران در دورهٔ افشاریه. نام صوفیان در شمال شرقی دریاچهٔ ارومیه (در نقشه: دریاچه شاهی)، به انگلیسی: Sofian نوشته شده‌است.

صوفیان یکی از شهرهای استان آذربایجان شرقی که در بخش صوفیان شهرستان شبستر واقع شده‌است. این شهر مرکز بخش صوفیان است. طبق آخرین سرشماری مرکز آمار ایران که در سال ۱۳۹۵ صورت گرفته‌است، صوفیان با جمعیتی بالغ بر۹۹۶۳ نفر، بیست و پنجمین شهر پرجمعیت آذربایجان شرقی و دومین شهر پرجمعیت شهرستان شبستر محسوب می‌گردد. شهر صوفیان در بین محور ارتباطی تبریز به مرند و تبریز به شبستر واقع شده‌است. این شهر در ۳۰ کیلومتری شرق شبستر، ۳۵ کیلومتری شمال تبریز و ۶۷۹ کیلومتری شمال غرب تهران واقع شده‌است.مساحت باغات و ویلا سراهای این شهر از مساحت خود شهر بزرگتر میباشد

## پیشینه
شهر صوفیان به استناد نوشتهٔ برخی مورخان از جمله «رحیم رئیس‌نیا» مؤلف کتاب «آذربایجان در سیر تاریخ» همان شهر سوبیا یا صوفیای ماد بوده‌است. در کتیبهٔ لشکرکشی سارگون دوم پادشاه آشور (۷۱۶ سال قبل از میلاد مسیح) به اورارتو، از این شهر با نام سوبی یاد شده‌است.
حمدالله مستوفی در توصیف تبریز و نواحی اطراف آن، از ناحیهٔ ارونق و قصبهٔ صوفیان یادکرده‌است و چنین نوشته‌است:
«چهارم ناحیت ارونق بر غرب شهر (تبریز) است آغازش سه فرسنگی شهریست تا پانزده فرسنگی و عرضش پنج فرسنگی باشد و حاصلی نیکو دارد از غله و انگور میوه، مدار تبریز بر ارتفاعات آن‌جا باشد وسی پاره دیه‌است و اکثرش معظم که هریک قصبه‌ایست چون سیس و شبستر و وایقان و کوزه‌کنان و صوفیان و غیره. »
در سفرنامهٔ ونیزیان که در زمان حکومت اوزون‌حسن آق‌قویونلو (۱۴۷۱–۱۴۷۸ میلادی مطابق با ۸۷۶–۸۸۳ هجری قمری) به ایران سفر کرده‌اند، چنین نوشته‌اند:
«به فاصلهٔ یک‌روز از مرند به محل کوچک دیگری به‌نام صوفیان که در دشت تبریز در دامنهٔ کوهی قرار دارد رسیدیم. صوفیان روستایی است زیبا و جوی و باغ فراوان دارد. »
«ژان باپتیست تاورنیه»، جهانگرد فرانسوی که در فاصلهٔ سال‌های ۱۶۳۲–۱۶۶۸ میلادی ۶ بار به مشرق‌زمین سفر کرده‌است و در این سفرها ۹ بار از ایران دیدن کرده‌است (در زمان شاه عباس یکم، شاه عباس دوم و شاه سلیمان) در سفرنامهٔ خود نوشته‌است:
«شهر صوفیان به‌قدر کفایت بزرگ است و تا داخل آبادی نشوند شهر پیدا نیست. به‌واسطهٔ اشجاری که در کوچه‌ها و اطراف آن کاشته شده‌است، به این جهت قیافه آن جنگل می‌نماید تا به‌شهر.»
«شوالیه شاردن» سیاح فرانسوی که در حدود سال ۱۶۶۵ میلادی به ایران مسافرت کرده‌است، در سفرنامهٔ خود می‌نویسد:
«صوفیان به‌طور حیرت‌آوری حاصلخیز است. بعضی مؤلفین عقیده دارند که این همان شهر صوفیای ماد باستان است؛ ولی برخی دیگر مدعی هستند که این کلمه مشتق از صوفی است و هنگامی که شاه اسماعیل یکم، اردبیل را ترک گفت و دربار را به تبریز انتقال داد، صوفی‌ها در محل مذکور سکونت گزیدند. »
«جملی کارزی» سیاح ایتالیایی که در زمان شاه سلیمان به سال ۱۶۹۴ میلادی برابر با سال ۱۱۰۵ هجری قمری به ایران آمده‌است و در مراسم تاج‌گذاری شاه سلطان حسین شرکت کرده‌است، در سفرنامهٔ خود می‌نویسد:
«در شهر صوفیان که از دور مثل جنگل به‌نظر می‌رسید، پیش راندیم. این شهر و اطراف آن به‌قدری از اشجار متنوع مستور بود که حتی دیواره‌های منازل را هم از چشم پنهان می‌ساخت. »
این شهر به‌خاطر قرار داشتن بر سر راه اروپا، همواره مورد بازید سیاحان بوده‌است و نیز به‌خاطر موقعیت راهبردی آن، همواره مورد تاخت‌وتاز نیز قرار داشته‌است که از آن جمله می‌توان به حمله‌های عثمانی‌ها در زمان صفویان و افشاریه (نادرشاه افشار در سال ۱۱۴۰ هجری قشون مصطفی‌پاشا را در سهلان شکست داد) و روس‌ها در زمان قاجاریه و جنگ جهانی اول و جنگ جهانی دوم، اشاره نمود.
صوفیان در سال ۱۳۴۱ به شهر تبدیل و در سال ۱۳۶۹ مرکزیت بخش صوفیان را دارا شد.

## جغرافیا

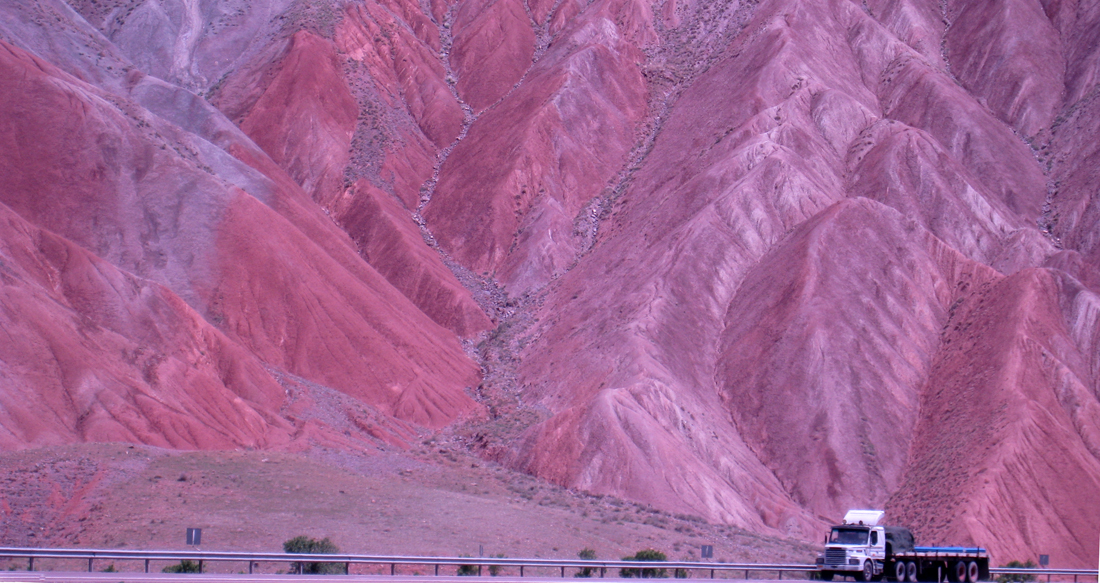
نمایی از کوهستان‌های پیرامون صوفیان

شهر صوفیان به نوشتهٔ احمد سلیمی در کتاب «گونه‌ای بررسی و تحقیق در مورد شبستر» با روستاهای چله‌خانه علیا، چله‌خانه سفلی، گروس، اندبیل، قره‌آغاج، شوردرق، باغ‌وزیر، هارونیه، سفیدکمر، نعمت‌الله، نظرلو، قزل‌دیزج، سهلان وقم‌تپه همجوار بوده و تقریباً محدوده‌ای به وسعت ۲۰ هزار هکتار را شامل است.صوفیان دارای عوارض طبیعی مانند کوه، تپه، سنگلاخ، مرتع، رودخانه، شوره‌زار و… است.
رودخانه فصلی شیرین‌چای که از کوه‌های میشو (شوردرق و یام)، رودخانه فصلی شورآلی که از کوه‌های مرو (اندبیل، کلاش، گروس، قره‌آغاج) و رودخانه فصلی آرپان چایی که از کوه‌های مرو (گروس) سرچشمه می‌گیرند در فصل بهار زمین‌های آن را سیراب می‌کنند.
جاده ترانزیت و خط آهن ایران به اروپا هردو در این شهر دو شاخه شده یکی از مسیر بازرگان، ترکیه به اروپا و دیگری از مسیر جلفا، آذربایجان به اروپا وصل می‌شود.
از نظر اقلیمی معتدل است. بادهایی که در شهر بیشتر مواقع می‌وزند مه یل و آغ یل نام دارد مه یل که از طرف شمال می‌وزد بادی است مرطوب، سرد و خنک که باعث بارش باران در فصل بارش و خنکی هوا در تابستان است. آغ یل که از طرف جنوب می‌وزد نمک دریاچهٔ اورمیه را با خود دارد و بادی است گرم و خشک که در اواخر زمستان باعث ذوب شدن برف‌ها و در اواخر بهار باعث نارس شدن برخی محصولات کشاورزی از جمله گندم است.
با توجه به وجود سنگ آهک و سنگ گچ در کوه‌های منطقه می‌توان گفت این کوه‌ها در دوران سوم زمین‌شناسی شکل گرفته‌اند.
وجود گنبد نمکی در کوه‌های کلاش و قره‌آغاج که از سرشاخه‌هایی رود فصلی شور آلی هستند باعث شوری خاک و آب‌های زیرزمینی در این منطقه شده‌است. مناطقی که با رود شیرین چایی و آرپان چایی آبیاری می‌شوند دارای خاک حاصلخیز است و باغات انگور آن مشهور است.
این شهر دارای چندین رشته قنات قدیمی است که عبارت‌اند از ۱-قنات سیچانیق ۲- قنات میرمیر ۳-قنات قارانی ۴- قنات میرزا هادی ۵- قنات خواجه‌رشید ۶-قنات شورچشمه ۷- قنات شریف ۸-قنات میرحمید ۹-قنات حاج اسماعیل سویی ۱۰- قنات خرمن‌گاه که سابقاً آب شرب و کشاورزی شهر را تأمین می‌کردند ولی امروزه برخی از آن‌ها به دلیل حفر چاه عمیق در نزدیکی آن‌ها یا قرار گرفتن در مسیر توسعهٔ شهر خشکیده یا تخریب شده‌اند.

## مشاهیر
از مشاهیر این شهر می‌توان به باله خلیل صوفیانی عارف نامی قرن پنجم هجری اشاره کرد که یکی از چهار عارف ناظر بازسازی شهر تبریز و بنای مسجد جامع آن بعد از زلزلهٔ ویران‌گر سال ۴۳۴ هجری به دستور امیر وهسودان حاکم وقت تبریز بود. مزار این عارف نامی به عنوان «امامزاده ابراهیم خلیل صوفیان» در ورودی قبرستان تاریخی شهر صوفیان واقع شده‌است.
همچنین می‌توان از محمود عکاسی شاعر معاصر و سرایندهٔ منظومه اسکوندوز دانیشماسی (که به زبان ترکی در وصف زادگاه خود به سبک حیدر بابا سروده شده) نام برد و نیز می‌توان از میرزا حمزه ابوترابی بانی مسجد ولیعصر و حوزه علمیه در صوفیان یاد کرد.
از دیگر چهره‌ها می‌توان سرباز گمنام میرزا علی ایروانی را نام برد که در حملهٔ روس‌ها در زمان جنگ جهانی دوم در ۳ شهریور ۱۳۲۰ در پاسگاه قره‌بلاغ جلفا در راه دفاع از میهن، جان باخت و همان‌جا به خاک سپرده شده‌است.

## نقاط دیدنی
- امامزاده ابراهیم خلیل صوفیان (مزار باله خلیل عارف نامی قرن ۵)
- چشمه معدنی تاپ تاپ
- کلیسای موجومبار
- مجسمه‌های سنگی (قویون)
- پارک ملت صوفیان
- مسجد جامع صوفیان
- پارک تفریحی وورزشی سدخاکی  امند
- مسجد ولیعصر صوفیان
- مسجد گلزار صوفیان
- ساختمان شهرداری صوفیان
- حمام تاریخی شهر که هم‌اکنون در خیابان شهدا مدفون است.

## اقتصاد
در حومهٔ شهر صوفیان، به دلیل نزدیکی به کلان‌شهر تبریز، صنایع بسیار بزرگی فعالیت می‌کنند. صنایعی مانند شرکت سیمان صوفیان، کارخانه آذریت، کارخانه آجرماسه آهکی آذربایجان، کارخانه گچ گروس، کوره‌های آجرپزی و آهک پزی.
همچنین شهرک مصالح ساختمانی آیت‌الله هاشمی رفسنجانی با تولید انواع آجرهای ساختمانی، نما، آسفالت، جدول و سایر مصالح ساختمانی، شهرک سرمایه‌گذاری خارجی که در آن انواع کارخانجات از قبیل کامیون‌سازی، خودروسازی، فولادسازی، لوازم خانگی، گونی‌بافی، تولید کنسانتره، صنایع غذایی، سردخانه و دیگر صنایع مستقر هستند را نام برد.
شهرک صنعتی بعثت، بزرگ‌ترین شهرک صنعتی خاورمیانه در این منطقه در حال احداث است.
از لحاظ کشاورزی و باغداری، کشت گندم، جو، آفتابگردان، پیاز و انگور در منطقه رواج دارد. یکی از بزرگ‌ترین سیلوهای استان، در این شهر قرار دارد. از صنایع غذایی صوفیان می‌توان به کارخانه‌های ماکارونی، کیک، لواشک‌سازی، آردسازی، شکلات، نوقا و صنایع کوچک بسته‌بندی اشاره کرد.